# Feel Your Blaze
「Feel Your Blaze」(フィール ユア ブレイズ)は、日本のミュージシャンJの5枚目のシングルである。2002年10月30日発売。発売元はユニバーサルJ。

## 概要
- 通常盤と初回限定盤の二種リリース。初回限定盤はCD-EXTRA仕様。
- PV監督は山口保幸。

## 収録曲
1. Feel Your Blaze[5:39]
作詞・作曲・編曲：J
2. Crush[4:03]
作詞・作曲・編曲：J

## 収録アルバム
- オリジナル『Unstoppable Drive』（2002年11月27日）
- ベスト『Blast List-the best of-』（2004年12月22日）
- ライブ『THE LIVE -ALL of URGE-』（2007年12月19日）
- セルフカバー『FOURTEEN the best of ignitions』（2011年1月26日）

## タイアップ
- Feel Your Blaze：NTV系「スポーツうるぐす」エンディングテーマ